# José Manuel López
Pour les articles homonymes, voir López.
José Manuel López est un footballeur argentin né le 6 décembre 2000 à San Lorenzo dans la province de Corrientes. Il évolue au poste de centre avant au SE Palmeiras.

## Biographie
Il commence sa carrière à l'âge de sept ans au Club El Progreso dans le département de Saladas. Il rejoint les jeunes de Boca Juniors six mois plus tard, puis l'Independiente, club où il restera jusqu'en 2016, s'entraînant même avec l'équipe première. 
L'année suivante, López rejoint Lanús, jouant chez les jeunes avant de signer son premier contrat professionnel avec le granate en milieu de saison 2018-2019. Il est toutefois prêté au Colegiales de Tres Arroyos en 2019 en championnat régional amateur, où il termine meilleur buteur du club,.
López est finalement intégré dans l'équipe première de Luis Zubeldía fin 2020, et apparaît sur le banc, sans toutefois entrer en jeu face à Aldosivi et Defensa y Justicia en Coupe de la Ligue professionnelle,. Il fait ses débuts professionnels le 3 janvier 2021, lors d'un nul face à Patronato, en entrant en jeu en fin de match. Il inscrit son premier but lors de sa deuxième apparition professionnelle, lors d'une victoire face à Rosario Central une semaine plus tard (2-0).
Lors de l'année 2021, il marque un total de 13 buts en Primera División. Le 25 octobre 2021, il se met en évidence en inscrivant son premier doublé, lors de la réception du Talleres de Córdoba, permettant à son équipe de faire match nul (3-3).
Le 23 avril 2021, il joue son premier match en Copa Sudamericana, lors d'un déplacement sur le terrain de l'Aragua FC. Il inscrit à cette occasion son premier but dans cette compétition, permettant à son équipe de l'emporter 0-1 à l'extérieur.